# Sień przed Salą Senatorską Wawelu

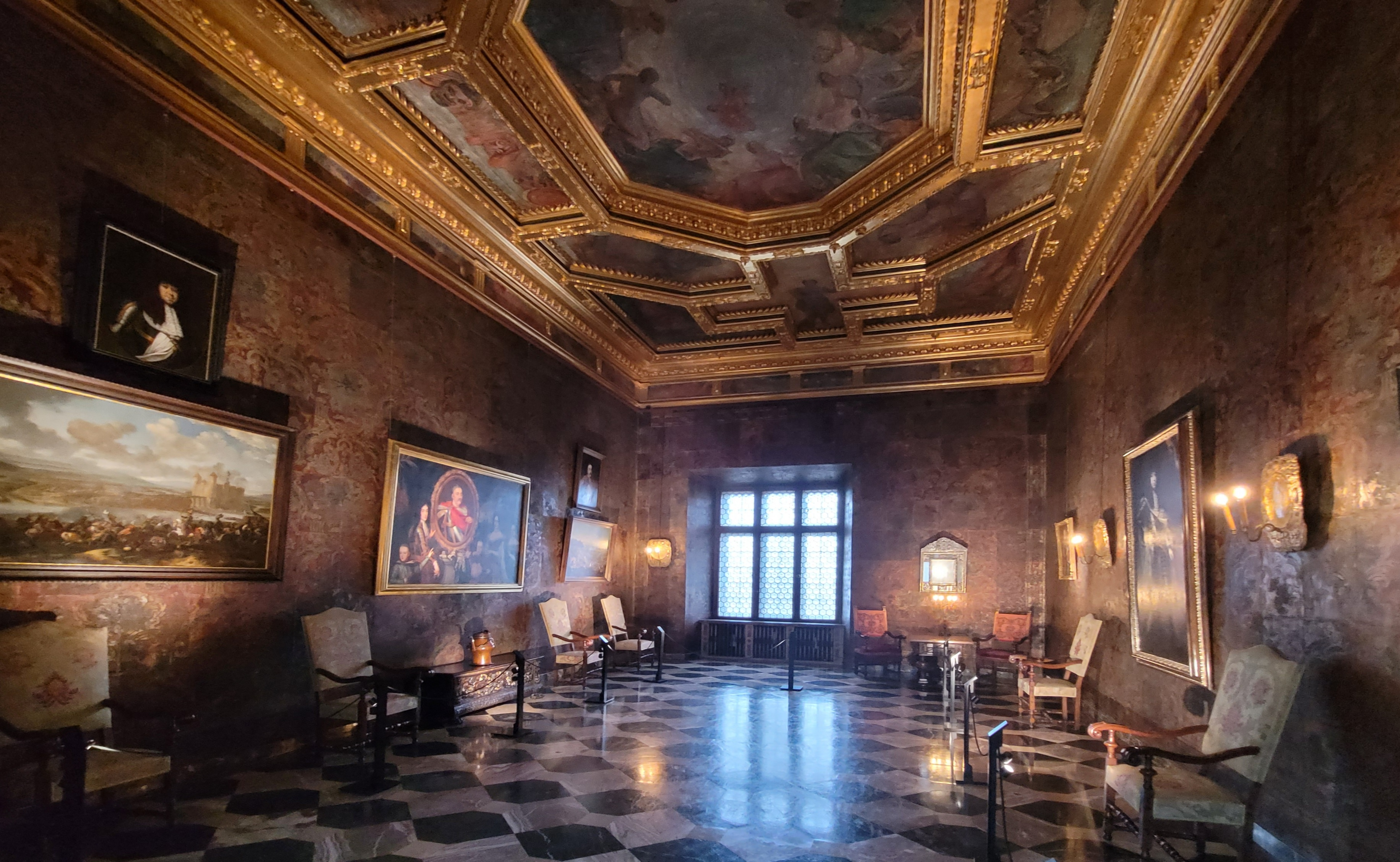
Sień przed Salą Senatorską na Wawelu

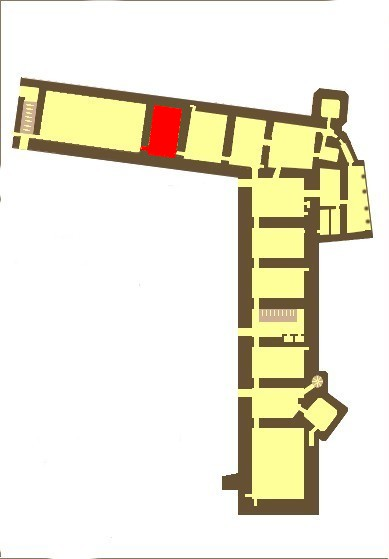
Sień na planie Piano Nobile

Sień przed salą Senatorską – jedna z komnat Zamku Królewskiego na Wawelu, wchodząca w skład ekspozycji Reprezentacyjne Komnaty Królewskie na Wawelu. Plafon z przedstawieniem muz namalowany został przez J. Jaremę przy współudziale J. Cybisa i Cz. Rzepińskiego (1937–1939). Kurdybany na ścianach z 1. ćwierci XVIII w. pochodzą z zamku w Moritzburgu, zakupione w okresie międzywojennym od wiedeńskiego antykwariusza Szymona Szwarca.
Na ścianach portrety królewskie: Michała Korybuta Wiśniowieckiego pędzla Daniela Schultza (królewskiego serwitora działającego w Gdańsku) - 1668–1669, Jana Kazimierza Wazy (po 1668 r.), Konstancji Austriaczki (szkoła flamandzka - 1. ćwierć XVII w.) oraz Ludwiki Marii Gonzaga (szkoła polska). Trzy fotele weneckie (ok. 1700 r.) pochodzą z warsztatu Andrei Brustolona.